# (33401) Radiya-Dixit
(33401) Radiya-Dixit est un astéroïde de la ceinture principale.

## Description
(33401) Radiya-Dixit est un astéroïde de la ceinture principale. Il fut découvert le 12 février 1999 à Socorro (Nouveau-Mexique) par le projet LINEAR. Il présente une orbite caractérisée par un demi-grand axe de 2,23 UA, une excentricité de 0,17 et une inclinaison de 3,8° par rapport à l'écliptique.